# 柳大任

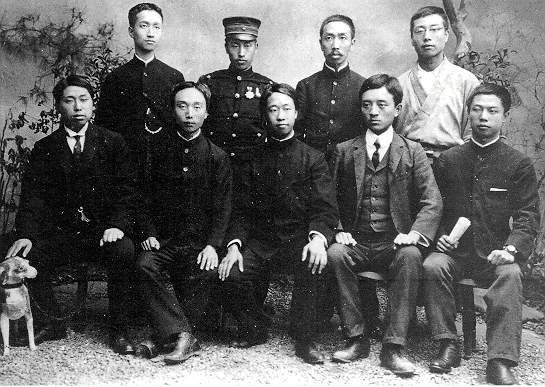
华兴会部分领导人（1905年摄于日本东京）。前排左起：1黄兴，2未知，3胡瑛，4宋教仁，5柳扬谷；后排左起：1章士钊，2未知，3程家柽，4刘揆一

柳大任（1881年—1948年），原名扬谷，字聘农，也作病农，湖南长沙粱梨人。中国民主革命家，中华民国政治人物。他是华兴会的骨干之一。

## 生平
他是长沙经正学堂学生。 1903年，他自费留学日本东京体育专科学校。他是华兴会的创始人和骨干之一，曾经用全部家当供应华兴会的经费。后1904年华兴会策划的长沙起义事机败露，柳大任遭清廷通缉，被迫流亡日本，并加入同盟会，参加《民报》的工作。次年，他经冯自由介绍，和李燮和、易本羲等到南洋任教员，在荷属邦甲岛一带发展中国同盟会的组织，并且和在南洋重建光复会的陶成章取得了联系。1911年广州黄花岗起义爆发前夕，他到香港受黄兴之命和黄一欧、陈方度、胡国梁等人打入广州巡警教练所作内应。黄花岗起义失败后，他逃到湖南，武昌起义爆发后赶到汉阳前线，任民军战时总司令黄兴的督战员。
辛亥革命后，他曾任大总统府机要秘书。1912年，他任国民党湖南支部评议员。该年秋天，黄兴回湖南，他和刘文锦任湖南省代表，专程到湖北迎接黄兴。1913年二次革命爆发后，他受命到上海任国民党湘支部上海通讯员，旋被谭延闿任命为民政司长，但他未就任，而是回到长沙东乡任小学教员。此后，他长期寓居上海。
抗日战争时期，他到重庆住在外甥龙毓峻家。1942年，他经龙毓峻的引见，得晤张继，获推荐任中国国民党党史史料编纂委员会采访员，后改任编审。1945年春，他代理中国国民党党史史料编纂委员会人事室主任。1946年，该会迁回南京，他仍任采访员。1948年，柳大任在南京病逝。